# Gouvernement Abdelghani II
 (novembre 2024).
République Algérienne
Abdelghani I Abdelghani III

## Second Gouvernement Abdelghani du 15 juillet 1980 au 12 janvier 1982[1]
Ce remaniement est marqué par le départ d'Abdelaziz Bouteflika du poste de ministre conseiller du président, Abdelhamid Mehri du ministère de l'information et de la culture et celui de Mohamed Chérif Messaadia de celui des moudjahidine. Enfin Boualem Benhamouda fait son retour au gouvernement au poste de ministre de l'intérieur

## Composition
| Fonction                                                                             | Titulaire | Titulaire                    | Parti |
| ------------------------------------------------------------------------------------ | --------- | ---------------------------- | ----- |
| Premier ministre                                                                     |           | Mohamed Ben Ahmed Abdelghani | FLN   |
| Vice-ministre de la Défense nationale chargé de l'Inspection générale de l'Armée     |           | Abdellah Belhouchet          | FLN   |
| Vice-ministre de la Défense nationale chargé du Soutien et des Industries Militaires |           | Kasdi Merbah                 | FLN   |
| Ministre conseiller auprès du Président de la République                             |           | Ahmed Taleb Ibrahimi         | FLN   |
| Ministre de l'Intérieur                                                              |           | Boualem Benhamouda           | FLN   |
| Ministre des Affaires étrangères                                                     |           | Mohamed Seddik Ben Yahia     | FLN   |
| Ministre des Industries légères                                                      |           | Saïd Aït Messaoudène         | FLN   |
| Ministre des Finances                                                                |           | M’hamed Yala                 | FLN   |
| Ministre de la Jeunesse et des Sports                                                |           | Djamel-Eddine Houhou         | FLN   |
| Ministre du Tourisme                                                                 |           | Abdelmadjid Alahoum          | FLN   |
| Ministre de l’Agriculture et de la Révolution agraire                                |           | Salim Saadi                  | FLN   |
| Ministre de la Santé                                                                 |           | Abderrezak Bouhara           | FLN   |
| Ministre des Transports et de la Pêche                                               |           | Salah Goudjil                | FLN   |
| Ministre de la Justice                                                               |           | Boualem Baki                 | FLN   |
| Ministre du Travail et de la Formation professionnelle                               |           | Mouloud Oumeziane            | FLN   |
| Ministre de l'Habitat et de l'Urbanisme                                              |           | Ahmed Ali Ghazali            | FLN   |
| Ministre de l’Éducation et de l’Enseignement fondamental                             |           | Mohamed-Chérif Kherroubi     | FLN   |
| Ministre de l’Enseignement supérieur et de la Recherche scientifique                 |           | Abdelhak Rafik Bererhi       | FLN   |
| Ministre de l'Industrie lourde                                                       |           | Mohamed Liassine             | FLN   |
| Ministre de l’Énergie et des Industries pétrochimiques                               |           | Belkacem Nabi                | FLN   |
| Ministre de l'Hydraulique                                                            |           | Brahim Brahimi               | FLN   |
| Ministre de la Planification et de l'Aménagement du territoire                       |           | Abdelhamid Brahimi           | FLN   |
| Ministre des Moudjahidine                                                            |           | Djelloul Bakhti Nemmiche     | FLN   |
| Ministre de l'Information et de la Culture                                           |           | Boualem Bessaih              | FLN   |
| Ministre du Commerce                                                                 |           | Abdelaziz Khellef            | FLN   |
| Ministre des Postes et Télécommunications                                            |           | Abdennour Bekka              | FLN   |
| Ministre des Travaux publics                                                         |           | Mohamed Kortebi              | FLN   |
| Ministre des Affaires religieuses                                                    |           | Abderahmane Chibane          | FLN   |
| Secrétaires d'État                                                                   |           |                              |       |
| Secrétaire d'État aux Forêts et à la Mise en valeur des terres                       |           | Mohamed Rouighi              | FLN   |
| Secrétaire d'État à la Pêche                                                         |           | Ahmed Benferha               | FLN   |
| Secrétaire d'État à la Culture et aux Arts populaires                                |           | Larbi Ould Khelifa           | FLN   |
| Secrétaire d'État à l'Enseignement secondaire et technique                           |           | Chérif Hadj Slimane          | FLN   |
| Secrétaire d'État au Commerce extérieur                                              |           | Ali Oubouzar                 | FLN   |
| Secrétaire d'État à la Formation professionnelle                                     |           | Mohamed Nabi                 | FLN   |